# ویتامین کا۲
ویتامین کا۲ یا ویتامین K2 یک ویتامین است حلال در چریی. برای ویتامین کا۱ و ویتامین کا۳، که ویتامین‌های مستقلی هستند به مدخل‌های مربوطه مراجعه کنید.
ویتامین کا۲ بیشتر در دو فرم اصلی MK-7 و MK-4 وجود دارد که به ترتیب مناتترنون (menatetrenone یا مناکینون-۴) مناکینون (menaquinone یا مناکینون-۷) هم نامیده می‌شوند (به شکل مراجعه شود). (مناکینون (menaquinone) یا مناتترنون (menatetrenone))
کا۲ بطور سنتی معمولاً جزو ویتامین کا دسته‌بندی می‌شد، اما در تحقیقات جدید معلوم شده عملکردهای متفاوتی دارد و ویتامینی جداگانه از ویتامین کا۱ است. به دلیل خاصیت متفاوت انواع ویتامین‌های کا، بهتر است به موجودیت مستقلی بنام ویتامین کا قائل نشویم، و در هر نوشته، نوع آن تصریح شود.
ویتامین کا۳ بطور طبیعی در غذاها وجود ندارد.
ویتامیین کا۲، در بدن انسان تولید نمی‌شود اما می‌تواند توسط برخی باکتری‌های مفید در رودهٔ انسان تولید شود.
ویتامین کا۲ بر خلاف ویتامین کا۱ در گیاهان تولید نمی‌شود. بلکه در بدن حیوانات یا باکتری‌های روده، می‌تواند تولید شود.
این ویتامین (کا۲) برای پروسه‌های متابولیک مختلفی لازم است (از جمله متابولیسم کلسیوم، پاک سازی دیواره رگ‌ها از رسوب پلاک و کلسیوم، کلسترول، هم افزایی با ویتامین دی، استخوانها، و غیره).

ساختار شیمیایی ویتامین K1 (با K2 مقایسه شود)

ساختار شیمیایی کلی ویتامین K2

ساختار چند نوع ویتامین کا. MK-4 و MK-7 هردو کا_{۲} هستند.

## ساختار شیمیایی
ویتامین ک۲، کا۲، دسته ای از مولکولها هستند: کا۲ به فرم MK-n است که اما بیشتر در دو فرم MK-7 و MK-4 وجود دارد.

## تاریخچه و کشف
از نظر تاریخی، شباهت ساختار مولکولی ویتامین کا۱ و ویتامین کا۲، موجب عدم تمایز
بین کارکرد آنها، و منجر به نادیده گرفته‌شدن خواص مختص ویتامین کا۲ بوده‌است.
در ۱۹۴۳ ویتامین کا١ (تحت عنوان کا) کشف شد، که کشف آن منجر به جایزه نوبل ۱۹۴۵ برای کاشفانش هنریک دَم و ادوارد دویسی شد. در آن زمان بخاطر خاصیت ضد انعقادی آن، نام K (حرف اول کلمهٔ انعقاد در زبان آلمانی) بر روی آن نهاده شد. در دههٔ پنجاه فرم‌های دیگری از مولکول ویتامین کا کشف شدند.
دندان پزشکی بنام «وستون پرایس» در ۱۹۲۵

مشاهده کرده بود که غیبت ماده‌ای ناشناخته در سلامت دندان و استخوان اثر دارد. وی در حین سفرها متوجه تفاوت زیاد بین وضعیت دندانهای افراد در کشورها و مناطق مختلف جهان شد. در آن زمان وی نام آن فاکتور و عامل را «فعالساز ایکس» نهاد. بعدها در دههٔ ۲۰۰۰ مشخص شد که این ماده ویتامین کا۲ است.
در دههٔ هفتاد میلادی تعداد مطالعات و مقالات تخصصی منتشر شده در مورد ویتامین کا٢ شتاب بیشتری گرفتند.
دههٔ نود میلادی، دههٔ کشف مجدد کا۲ بود. پژوهشگر ژاپنی بنام «موتوهارا» انتقال ویتامین کا۲ بین مادر و نوزاد را مطالعه می‌کرد. در دههٔ ۲۰۰۰ ژاپنی‌ها همچنان سردمدار تحقیقات در این زمینه بودند.
در سال ۲۰۱۵، نتایجی از دو گروه (Knapen et al
و Kurnatowska et al
) مستقلاً منتشر شد که دو اثر مهم کا۲ را نشان داد: ۱. کاهش سفتی دیواره رگ ها (تصلب شرائین ) و ۲. کند شدن کلسیفیکیشن (گچی شدن) دیواره رگ ها. این دو در کاهش خطر بیماری قلبی-عروقی تعیین‌کننده هستند.
اثر کا۲ برخلاف کا۱ در مورد ایجاد انعقاد نیست
.
ویتامین کا۲ یا ویتامین دی باهم کار می‌کنند و بر کارایی هم خاصیت هم افزایی دارند
و پیشنهاد شده که به هنگام مشاهدهٔ نشانه‌های کمبود ویتامین دی، کمبود کا۲ هم باید بررسی شود.

## تفاوت انواع ویتامین کا
تضاد بعضی موارد تجویز و خواص ویتامین‌های کا۱ و کا۲.

## فواید و کارکرد در بدن
- اوستئوکلسین (Osteocalcin) که در استخوان ساخته می‌شود[۸]
- پروتئین ماتریس GLa  (که در غضروف و دیواره رگ‌های خونی ساخته می‌شود)[۸]
- دخیل در جابجایی (transport) کلسیم،[۸]
- پیش‌گیری کننده از جمع شدن (deposition) کلسیم در لایه داخلی دیوار رگ‌های خونی،[۸]
- کمک کننده به تراکم استخوان [۸]
- خاصیت‌های ضد التهابی و ضد پیری[۹]

## کمبود
کمبود ویتامین K2 می‌تواند باعث ایجاد پلاک در شریان‌ها، لک افتادن بر روی دندان‌ها، سخت شدن مفصل‌ها و ایجاد علائمی مانند آرتروز و درد شود. ویتامین K2 خواض ضد التهابی دارد که ممکن است به پیشگیری و درمان برخی از سرطان‌ها کمک کند.

### علائم کمبود ویتامین کا۲
- ابتلا به بیماری‌های قلبی و عروقی مانند فشار خون بالا و کلسیفیکاسیون شریانی
- سنگ کلیه
- پوسیدگی‌های دندان و ایجاد حفره در دندان‌ها
- ابتلا به بیماری‌های روده
- مشکل در تعادل قند خون
- مشکلات متابولیک بدن
- تهوع زیاد صبحگاهی در زنان باردار
- واریس

### علل منجر به کمبود ویتامین کا۲
مشکلات زیر می‌تواند باعث کمبود ویتامین K2 در بدن شود:
- بیماری‌های دستگاه گوارش و روده مانند بیماری کرون، کولیت و بیماری سلیاک
- سوء تغذیه – روزه گرفتن – پیروی از رژیم‌های غذایی سنگین و غیراصولی
- مصرف مشروبات الکلی
- مصرف داروهایی مانند داروهای کاهش اسید معده مانند امپرازول ، داروهای رقیق کنند خون مانند وارفارین و پلاویکس ، آنتی‌بیوتیک‌ها مانند مترونیدازول و داکسی سایکلین ، داروهای ضد سرطان، آسپرین ، داروهای ضد تشنج مانند فنی توئین ، داروهای کاهش کلسترول خون مانند آتورواستاتین و برخی از داروهای درمان پوکی استخوان